# Kit Symons
Christopher Jeremiah Symons, meglio noto come Kit Symons (Basingstoke, 8 marzo 1971), è un allenatore di calcio ed ex calciatore gallese, di ruolo difensore.